# Фестус
Фестус (англ. Festus) — город в округе Джефферсон, штат Миссури, США, а также пригород Сент-Луиса. По данным переписи 2020 года, его население составляло 12 706 человек.
Фестус расположен к западу от реки Миссисипи. До города можно добраться по I-55 и трассам США 61 и 67.
По данным Бюро переписи населения США, общая площадь города составляет 5,71 квадратных миль (14,79 км²), из которых вся территория — суша.
Фестус возник как результат более старшего соседа из Кристал-Сити. Он был основан в 1878 году человеком по имени У. Дж. Адамс и был известен как «Танглфут», предположительно, из-за ситуаций, связанных с пьяницами с местного стекольного завода, которые по пьяни путались ногами в кустах по дороге домой.